# Yves Bitséki
Yves Stéphane Bitséki Moto (né le 23 avril 1983 à Bitam au Gabon) est un joueur de football international gabonais, qui évolue au poste de gardien de but. 

## Biographie

### Carrière en sélection
Avec l'équipe du Gabon, il joue 7 matchs (et même un but inscrit sur coup franc), à compter de 2012. Il figure notamment dans le groupe des sélectionnés lors des CAN de 2010, de 2012 et de 2015.